# Carlos Santos (Bogenschütze)
Carlos Santos, jr. (* 1. Januar 1940) ist ein philippinischer Bogenschütze.
Santos nahm an den Olympischen Spielen 1972 in München teil und beendete den Wettkampf im Bogenschießen auf Rang 50 unter 55 teilnehmenden Konkurrenten.